# 14 décembre en sport
14 novembre 14 janvier
Chronologies thématiques
- Croisades
- Ferroviaires
- Disney

Le 14 décembre (348e jour de l'année ou 349e en cas d'année bissextile) en sport.

## Événements

### XXesiècle: de1951à2000
- 1979 :
  - (Rallye automobile) : arrivée du Rallye de Côte d'Ivoire.
- 1980 :
  - (Rallye automobile) : arrivée du Rallye de Côte d'Ivoire.

### XXIesiècle
- 2003 :
  - (Handball / Championnat du monde féminin) : pourtant menée pendant une grande partie de la rencontre, l'équipe de France remporte son premier titre mondial en disposant en finale de la Hongrie sur le score de 32 à 29 après prolongation. La Corée du Sud complète le podium à la suite de son succès sur l'Ukraine en petite finale.
- 2018 :
  - (Handball / Championnat d'Europe féminin) : lors des demi-finales du Championnat d'Europe, la Russie s'est imposée 28 à 22 face à la Roumanie tandis que la France a disposé des Pays-Bas sur le score de 27 à 21.

## Naissances

### XIXesiècle
- 1881 :
  - Howard Valentine, athlète de demi-fond et de fond américain. Champion olympique du 4 miles par équipes et médaillé d'argent du 800m aux jeux de saint-Louis 1904. († 25 juin 1932).
- 1883 :
  - Morihei Ueshiba, inventeur de l'Aïkido japonais. († 26 avril 1969).
- 1888 :
  - Harold Hardwick, nageur australien. Champion olympique du relais 4 × 200 m puis médaillé de bronze du 400 m et 1 500 m nage libre aux Jeux de Stockholm 1912. († 22 février 1959).
  - Åke Lundeberg, tireur suédois. Champion olympique du cerf courant coup double à 100 m individuel et par équipes puis médaillé d'argent du cerf courant coup simple à 100 m individuel aux Jeux de Stockholm 1912. († 29 mai 1939).
  - Ken Randall, hockeyeur sur glace puis entraîneur canadien. († 17 juin 1947).

### XXesiècle: de1901à1950
- 1901 :
  - Henri Cochet, joueur de tennis français. Médaillé d'argent en simple et en double aux Jeux de Paris 1924. Vainqueur des Tournois de Roland Garros 1922, 1926, 1928, 1930 et 1932, des Tournois de Wimbledon 1927 et 1929, de l'US Open de tennis 1928 puis des Coupes Davis 1927, 1928, 1929, 1930, 1931 et 1932. († 1er avril 1987).
- 1902 :
  - Laurent Grimmonprez, footballeur belge. (10 sélections en équipe nationale). († 22 mai 1984).
- 1903 :
  - Walter Rangeley, athlète de sprint britannique. Médaillé d'argent du relais 4 × 100 m aux Jeux de Paris 1924 puis médaillé d'argent du 200 m et de bronze du relais 4 × 100 m aux Jeux d'Amsterdam 1928. († 16 mars 1962).
- 1904 :
  - Luigi Bricchi, joueur de rugby à XV italien. (3 sélections en équipe nationale). († ?).
- 1907 :
  - Juan Carlos Corazzo, footballeur puis entraîneur uruguayen. (2 sélections en équipe nationale). Sélectionneur de l'équipe d'Uruguay en 1955 puis de 1959 à 1961, de 1962 à 1964 et en 1967. Vainqueur des Copa América 1959 et 1967. († 12 janvier 1986).
- 1919 :
  - Bob Drake, pilote de courses automobile d'endurance américain. († 18 avril 1990).
- 1933 :
  - Pierre Albaladejo, joueur de rugby à XV puis consultant TV français. Vainqueur des Tournois des Cinq Nations 1960, 1961 et 1962. (30 sélections en équipe de France).
- 1941 :
  - Iván Menczel, footballeur hongrois. Champion olympique aux Jeux de Mexico 1968. (6 sélections en équipe nationale). († 26 novembre 2011).
- 1942 :
  - Marianne Jahn, skieuse alpine autrichienne. Championne du monde du géant et du slalom et médaillée d'argent du combiné lors des Championnats du monde de 1962.
- 1945 :
  - Christian Rayer, pilote de rallyes-raid puis chef d'entreprise français.
- 1946 :
  - Ruth Fuchs, athlète de lancers de javelot est-allemande puis allemande. Championne olympique du javelot aux Jeux de Munich 1972 puis aux Jeux de Montréal 1976. Championne d'Europe d'athlétisme du javelot 1974 et 1978. († 20 septembre 2023).
  - Stan Smith, joueur de tennis américain. Vainqueur de l'US Open 1971, du Tournoi de Wimbledon 1972, du Masters 1970 puis des Coupe Davis 1968, 1969, 1970, 1971, 1972, 1978 et 1979.
- 1949 :
  - Bill Buckner, joueur de baseball américain. († 27 mai 2019).
- 1950 :
  - Christiane Krause, athlète de sprint allemande. Championne olympique du relais 4 × 100 m dès Jeux olympiques d'été de 1972.

### XXesiècle: de1951à2000
- 1954 :
  - Alan Kulwicki, pilote de courses automobile américain. († 1er avril 1993).
- 1955 :
  - Roland Brückner, gymnaste artistique est-allemand puis allemand. Médaillé de bronze par équipes aux Jeux de Montréal 1976, champion olympique au sol, médaillé d'argent du concours par équipes puis de bronze du saut de cheval et des barres parallèles aux Jeux de Moscou 1980. Champion du monde de gymnastique au sol 1979. Champion d'Europe de gymnastique au sol 1981.
- 1956 :
  - Hanni Wenzel, skieuse alpine liechtensteinoise. Médaillée de bronze du slalom aux Jeux d'Innsbruck 1976 puis championne olympique de slalom et du géant puis médaillée d'argent de la descente aux Jeux de Lake Placid 1980. Championne du monde de ski alpin du slalom 1974.
  - Erhard Wunderlich, handballeur puis dirigeant sportif allemand. Médaillé d'argent aux Jeux de Los Angeles 1984. Champion du monde de handball 1978. Vainqueur de la Ligue des champions 1983 et de la Coupe d'Europe des vainqueurs de coupe 1991. (140 sélections en équipe nationale). († 4 octobre 2012).
- 1960 :
  - Chris Waddle, footballeur anglais. (62 sélections en équipe nationale).
  - Diane Williams, athlète américaine. Championne du monde du relais 4 × 100 m lors des Championnats du monde de 1987 et médaillée de bronze du 100 m aux mondiaux de 1983.
- 1965 :
  - Craig Biggio, joueur de baseball américain.
  - Ken Hill, joueur de baseball américain.
- 1966 :
  - Anthony Mason, basketteur américain. († 28 février 2015).
  - William Ranford, hockeyeur sur glace puis entraîneur canadien.
- 1968 :
  - C. J. Hunter, athlète américain spécialiste du lancer du poids. Champion du monde en 1999 à Séville. († 29 novembre 2021).
- 1973 :
  - Nebojša Bogavac, basketteur puis entraîneur monténégrin.
- 1975 :
  - Ben Kay, joueur de rugby à XV anglais. Champion du monde de rugby à XV 2003. Vainqueur du Grand Chelem 2003, des Coupes d'Europe de rugby à XV 2001 et 2002. (62 sélections en équipe nationale).
  - Saulius Štombergas, basketteur puis entraîneur lituanien. Médaillé de bronze aux Jeux d'Atlanta 1996 et aux Jeux de Sydney 2000. Champion d'Europe masculin de basket-ball 2003. Vainqueur de l'Euroligue 1999. (125 sélections en équipe nationale).
- 1976 :
  - André Couto, pilote de courses automobile portugais puis macanais.
- 1977 :
  - Romain Dumas, pilote de courses automobile français. Vainqueur des 24 Heures du Mans 2010.
  - Christophe Ettori, footballeur français.
- 1978 :
  - Shedrack Korir, athlète de demi-fond kényan.
  - Kim St-Pierre, hockeyeuse sur glace canadienne. Championne olympique aux Jeux de Salt Lake City 2002, aux Jeux de Turin 2006 puis aux Jeux de Vancouver 2010. Championne du monde de hockey sur glace 1999, 2000, 2001, 2004 et 2007.
- 1979 :
  - Michael Owen, footballeur anglais. Vainqueur de la Coupe UEFA 2001. (89 sélections en équipe nationale).
- 1980 :
  - Thed Björk, pilote de courses automobile suédois. Champion du monde des voitures de tourisme 2017
  - Gordon Greer, footballeur écossais. (10 sélections en équipe nationale).
- 1981 :
  - Rochelle Gilmore, cycliste sur piste australienne. Vice-championne du monde du scratch en 2002 et 2003.
  - Émilie Heymans, plongeuse canadienne. Médaillée d'argent en synchronisé à 10 m aux Jeux de Sydney 2000, médaillée de bronze en synchronisé à 10 m aux Jeux de Sydney 2004, médaillée d'argent du haut-vol à 10 m aux Jeux de Pékin 2008 puis médaillée de bronze du tremplin 3 m synchronisé aux Jeux de Londres 2012. Championne du monde de natation du plongeon au tremplin à 10 m 2003.
- 1983 :
  - Stéphanie Frappart, arbitre internationale de football française.
  - Alexandre Mendy, footballeur franco-sénégalais.
- 1985 :
  - Jakub Błaszczykowski, footballeur polonais. (90 sélections en équipe nationale).
  - Paul Stoll, basketteur américano-mexicain.
- 1986 :
  - Andrey Zeits, cycliste sur route kazakh.
- 1987 :
  - Claude Dielna, footballeur français.
- 1988 :
  - Nicolas Batum, basketteur français. Médaillé d'argent aux Jeux de Tokyo 2020. Médaillé de bronze au mondial 2014 et en 2019. Vice-champion d'Europe de basket-ball 2011, champion d'Europe de basket-ball 2013 puis médaillé de bronze en 2015. (166 sélections en équipe de France).
  - Sam Burgess, joueur de rugby à XIII et de rugby à XV anglais. (24 sélections l'équipe de rugby à XIII et 5 avec celle de rugby à XV).
  - Alison Jackson, cycliste sur route canadienne. Victorieuse de Paris-Roubaix Femmes 2023.
  - David Kilcoyne, joueur de rugby à XV irlandais. Vainqueur du Grand Chelem 2023. (55 sélections en équipe nationale).
- 1989 :
  - Thomas Hundertpfund, hockeyeur sur glace autrichien.
  - Yuliya Lozhechko, gymnaste artistique russe. Médaillée de bronze du concours général individuel des Championnats d'Europe de 2005, championne d'Europe de la poutre et médaillée de bronze du concours par équipes en 2007.
  - Amath M'Baye, basketteur français. Médaillé de bronze au mondial 2019. Vice-champion d'Europe de basket-ball 2022. Vainqueur de la Ligue des champions 2019. (43 sélections en sélection nationale).
  - Aisha Praught-Leer, athlète de steeple jamaïcaine.
- 1990 :
  - Robert Covington, basketteur américain.
  - Nicola Ruffoni, cycliste sur route italien.
- 1991 :
  - Tabea Kemme, footballeuse allemande. Championne olympique aux Jeux de Rio 2016. Victorieuse de la Ligue des champions 2010. (29 sélections en équipe nationale).
  - Samantha Peszek, gymnaste artistique américaine. médaillée d'argent par équipes lors des Jeux olympiques de Pékin 2008. Championne du monde du concours général par équipes en 2007.
- 1992 :
  - Tadhg Furlong, joueur de rugby à XV irlandais. Vainqueur des Grand Chelem 2018 et 2023 ainsi que de la Coupe d'Europe 2018. (71 sélections en équipe nationale).
- 1993 :
  - Anne-Cécile Ciofani, joueuse de rugby à sept française. Médaillée d'argent aux Jeux de Tokyo 2020. (78 sélections en équipe de France).
  - Antonio Giovinazzi, pilote de F1 italien.
  - Ngozi Okobi-Okeoghene, footballeuse nigérienne. Victorieuse des Coupes d'Afrique des nations en 2010, 2014, 2016 et 2018. (27 sélections en équipe nationale).
- 1994 :
  - Clarisse Le Bihan, footballeuse française. (13 sélections en équipe de France).
  - Ayoub Saadaoui, joueur de futsal français. (20 sélections en équipe de France).
- 1995 :
  - Jaylon Ferguson, joueur de foot U.S. américain. († 22 juin 2022).
- 1998 :
  - Lukas Engel, footballeur danois.
- 2000 :
  - Charles Bolzinger, handballeur français. Médaillé d'argent au Mondial 2023. (7 sélections en équipe de France).
  - Emma Riff, pentathlonienne française. Médaillée de bronze du relais mixte aux Mondiaux pentathlon moderne 2018.

## Décès

### XXesiècle: de1901à1950
- 1932 :
  - Edgard Poelmans, 49 ans, footballeur belge. (16 sélections en équipe nationale). (° 13 juillet 1883).

### XXesiècle: de1951à2000
- 1954 :
  - Ed Sanders, 24 ans, boxeur américain. Champion olympique des poids lourds lors des Jeux d'Helsinki en 1952. (° 30 mars 1930).
- 1962 :
  - Jimmy Hunter, 83 ans, joueur de rugby à XV néo-zélandais. (11 sélections en équipe nationale). (° 6 mars 1879).
- 1974 :
  - Fritz Szepan, 67 ans, footballeur puis entraîneur allemand. (34 sélections en équipe nationale). (° 2 septembre 1907).
- 1979 :
  - Peter Donlon, 72 ans, rameur d'aviron américain. Champion olympique du huit aux Jeux olympiques d'Amsterdam en 1928. (° 16 décembre 1906).
- 1982 :
  - Lucien Bidinger, 65 ans, cycliste sur route luxembourgeois. (° 8 juin 1917).
- 1983 :
  - Ludo Van Der Linden, 32 ans, cycliste sur route belge. Médaillé d'argent de la course en ligne pour amateurs des championnats du monde de 1970. (° 27 janvier 1951).
- 1985 :
  - Roger Maris, 51 ans, joueur de baseball américain. (° 10 septembre 1934).
- 1991 :
  - Nikolay Gusakov, 57 ans, skieur de combiné nordique soviétique. Médaillé de bronze aux Jeux de Squaw Valley en 1960. (° 14 mai 1934).
- 1992 :
  - Severino Rigoni, 78 ans, cycliste sur piste italien. Médaillé d'argent de la poursuite des Jeux olympiques de Berlin en 1936. (° 3 octobre 1914).

### XXIesiècle
- 2004 :
  - Alexeï Korneïev, 65 ans, footballeur puis entraîneur soviétique. Finaliste du Championnat d'Europe 1964. (6 sélections en équipe nationale). (° 6 février 1939).
  - Agostino Straulino, 90 ans, skipper italien. Champion olympique en classe Star aux Jeux de 1952 puis médaillé d'argent en 1956 à Melbourne. (° 10 octobre 1914).
- 2007 :
  - Paul El Hadidji, 89 ans, footballeur français. (° 14 mai 1918).
- 2009 :
  - Alan A'Court, 75 ans, footballeur puis entraîneur anglais. (5 sélections en équipe nationale). (° 30 septembre 1934).
  - Miodrag Jovanović, 87 ans, footballeur puis entraîner yougoslave. Médaillé d'argent lors des Jeux olympiques de Londres en 1948. (25 sélections en équipe nationale). (° 17 janvier 1922).
- 2011 :
  - Luigi Carpaneda, 86 ans, fleurettiste italien. Champion olympique par équipe aux Jeux de Melbourne 1956 et médaillé d'argent par équipe aux Jeux de Rome 1960. Champion du monde d'escrime du fleuret par équipes 1955. (° 28 novembre 1925).
- 2012 :
  - Klaus Köste, 69 ans, gymnaste est-allemand puis allemand. Médaillé de bronze du concours par équipes aux Jeux de Tokyo 1964 et aux Jeux de Mexico 1968 puis champion olympique du saut de cheval et médaillé de bronze par équipes aux Jeux de Munich 1972. Champion d'Europe de gymnastique artistique de la barre fixe 1971 et 1973. (° 27 février 1943).
- 2014 :
  - Pedro Febles, 56 ans, footballeur puis entraîneur vénézuélien. (° 18 avril 1958).
- 2015 :
  - Glen Sonmor, 86 ans, joueur de hockey sur glace canadien. (° 22 avril 1929).
  - Vadim Tichtchenko, 52 ans, footballeur puis entraîneur soviétique puis ukrainien. Champion olympique lors du tournoi des Jeux de Séoul en 1988. (8 sélections en équipe nationale). (° 24 mars 1963).
- 2017 :
  - Karl-Erik Nilsson, 95 ans, lutteur suédois. Champion olympiques des moins de 87 kg aux Jeux de Londres en 1948, médaillé de bronze de la même catégorie aux Jeux de 1952 et de 1956. (° 4 janvier 1922).
  - Lones Wigger, 80 ans, tireur sportif américain. Champion olympique en carabine à 50 m trois positions et médaillé d'argent du rifle à 50 m aux Jeux de 1964, champion olympique en carabine libre lors des Jeux de Munich en 1972 et vingt-deux fois champions du monde. (° 25 août 1937).
- 2019 :
  - Ouladzimir Tsyplakow, 50 ans, hockeyeur sur glace et ensuite entraîneur soviétique puis biélorusse. (° 18 avril 1969).
- 2020 :
  - Gérard Houllier, 73 ans, entraîneur de football et consultant TV français. Sélectionneur de l'équipe de France de 1992 à 1993. Vainqueur de la Coupe UEFA 2001. (° 3 septembre 1947).